# Emma Jung
Emma Jung (nascuda com Emma Rauschenbach; 30 de març de 1882 – 27 de novembre de 1955) va ser una psicoterapeuta i escriptora. Va ser l'esposa del psiquiatre Carl Gustav Jung, fundador de la psicologia analítica.

## Biografia
Emma Jung provenia d'una família d'industrials acabalats.

### Vida marital
Els Jung es van casar el 14 de febrer de 1903, van tenir cinc fills (quatre filles i un fill); Agathe, Gret, Franz, Marianne i Helene.
El 1906, una varietat de somnis inusuals de Carl Jung van ser interpretats per Sigmund Freud com la "fallida d'un matrimoni per diners" (das Scheitern einer Geldheirat). Jung va tenir un gran interès en el treball de la seva esposa i ella va esdevenir una psicoanalista per propi dret. Ella va desenvolupar interès en la llegenda del Sant Greal. Va mantenir correspondència regular amb Freud.
Cap a 1914, Carl Jung va mantenir relacions amb la seva jove pacient Toni Wolff, la qual va durar dècades. Segons Deirdre Bair, Emma Jung va permetre aquest ménage à trois, dient que Wolff era "la seva altra esposa". Wolff intentà que Carl Jung es divorciés, sense aconseguir-ho.